# 東カリマンタン州
東カリマンタン州（ひがしカリマンタンしゅう、インドネシア語: Kalimantan Timur）は、インドネシアの州。州都はサマリンダ。カリマンタン (ボルネオ島のインドネシア側) にあるインドネシアの5州のひとつである。面積はインドネシアの州で3番目に大きい。人口は376万6039人（2020年国勢調査）。人口の多い地域として、州都のほかバリクパパンやクタイ県などがある。2012年、北部の県が北カリマンタン州として分離した。

## 行政区分
東カリマンタン州は10の県と4つの市部で分けられている。2012年、マリナウ県、ブルンガン県、タナ・ティドゥン県、ヌヌカン県、タラカン市が北カリマンタン州として分離した。

### 県
1. パシール県（英語版） - (タナー・グロゴ（インドネシア語版）)
2. 北プナジャム・パスール県（英語版） - (ペナジャム（英語版）)
3. 西クタイ県（英語版） - (センダワール（インドネシア語版）)
4. クタイ・カルタネガラ県（英語版） - (テンガロン（英語版）)
5. 東クタイ県（英語版） - (サンガッタ（インドネシア語版）)
6. ブラウ県（英語版） - (タンジュン・レデップ（インドネシア語版）)

### 市
1. バリクパパン
2. サマリンダ
3. ボンタン

### 旧東カリマンタン州（現北カリマンタン州）
1. マリナウ県（英語版） - (マリナウ（インドネシア語版）)
2. ブルンガン県（英語版） - (タンジュン・セロル)
3. タナ・ティドゥン県（英語版） - (ティデン・パレ（インドネシア語版）)
4. ヌヌカン県（英語版） - (ヌヌカン（英語版）)
5. タラカン市

## 歴史
この州はインドネシアにおける最も古いヒンドゥー王国クタイ王国があったことで知られている。クタイ王国の存在は、石碑(インドネシア語: Prasasti)の発見によって明らかになり、クタイ王ムラワルマン(Mulawarman)がヒンドゥー教を崇拝した記録が記されている。現在、実物の石碑はジャカルタの国立博物館に収蔵されており、パッラワ文字とサンスクリット文字で書かれている。複製をサマリンダの州政府庁で見ることができる。

## 首都移転
2019年8月、ジョコ大統領は、首都ジャカルタをジャワ島からジャワ島外へと首都移転すると宣言した。新首都の最適候補地としてボルネオ島東岸は東カリマンタン州クタイカルタネガラ県と北プナジャムパスル県の両県にかかる地域であるバリクパパン近郊にインドネシアの首都ジャカルタを移転すると明らかにした。新首都名は「ヌサンタラ」とすることがインドネシア議会で可決されたことを、スハルソ国家開発企画庁長官が2022年1月18日に明らかにした。
首都移転には約3兆4000億円の経費と5年の期間が必要とされたが、新型コロナウイルスの感染拡大の影響などで計画の実施は先送りされ、2030年代後半以降になる見込み。

## 熱帯雨林
州の抱える大きな問題は違法伐採である。現在では、豊かな熱帯雨林は、北部のカヤンムアラン国立公園(Kayan Mentarang National Park)などに残る。

## 経済
東カリマンタン州経済は、石油、天然ガス、石炭、金などの天然資源に頼っている。バリクパパンには、第二次世界大戦以前にオランダが建設した石油精製工場がある。大戦中に破壊されたが、インドネシア政府によって再建された。
そのほかの産業は、農業と観光業である。東カリマンタン州の観光地は、ブラウ県のデラワン諸島(Derawan Islands)、マヌカン県のカヤン・ムンタラン国立公園(Kayan Mentarang National Park)、バリクパパン市のワニ園、プナジャム県の鹿園、サマリンダ市のダヤク族パムパン村などがある。
州経済発展の大きな障害は交通インフラストラクチャーにあり、州内の輸送は海岸の都市やマハカム川(Mahakam)流域をつなぐ貨物船による輸送に頼っている。